# أندرو هاريسون (كرة سلة)
أندرو هاريسون (بالإنجليزية: Andrew Harrison)‏ مواليد 28 أكتوبر 1994 في سان أنطونيو، هو لاعب كرة سلة أمريكي. بدأ مسيرته الاحترافية في سنة 2015. تم اختياره من قبل فريق فينيكس صنز خلال الدرافت. يلعب مع ميمفيس غريزليس في الرابطة الوطنية لكرة السلة. يحمل الرقم 5. يبلغ طوله 6 قدم 6 بوصة (2.0 م). لعب كرة السلة الجامعية في جامعة كنتاكي. لعب مع آيوا إنرجي وميمفيس غريزليس.

## روابط خارجية
- أندرو هاريسون على موقع الدوري الأوروبي لكرة السلة (الإنجليزية)
- أندرو هاريسون على موقع إن بي أي (الإنجليزية)
- أندرو هاريسون على موقع سبورتس رفرنس (الإنجليزية)
- أندرو هاريسون على موقع كرة السلة الأوروبية.كوم (الإنجليزية)
- أندرو هاريسون على موقع إي إس بي إن.كوم (الإنجليزية)
- أندرو هاريسون على موقع كلية كرة السلة في سبورتس رفرنس.كوم (الإنجليزية)
- أندرو هاريسون على موقع ريلجم (الإنجليزية)
- أندرو هاريسون على موقع بروبوليرز (الإنجليزية)
- أندرو هاريسون على موقع سبورتس رفرنس (الإنجليزية)
- أندرو هاريسون على موقع سبورتس رفرنس (الإنجليزية)